# Myopsocidae
Myopsocidae (лат.) — семейство сеноедов из подотряда Psocomorpha.

## Описание
Глаза небольшие, не шаровидные. Самец и самка с нормально развитыми крыльями. Ячейка ap соединена с M своей вершиной или поперечной m—cua1. Пульвилла листовидная. Дорсальные створки яйцеклада узкие, апикально сильно вытянуты и заострены.

## Систематика
В составе семейства:
- ?Gyromyus
- Lichenomima
- ?Lophomyus
- Lophopterygella
- Mouldsia
- Myopsocus[2].
- Nimbopsocus
- Smithersia
- Thorntonodes